# ハクソン・グレイシー
ハクソン・グレイシー（Rockson Gracie、1982年 - 2001年）は、ブラジリアン柔術家、ファッションモデル。名前はホクソンと読まれることもある。
ヒクソン・グレイシーとキム夫人との間に長男として生まれる。父が日本で試合をする際はいつも応援に訪れていた。背中に「アイ・ラブ・ダディ」と刺青を彫るほど父親を尊敬していた。自由形専門のスイマーでもあった。

## 死去
2001年2月、ニューヨークのヘンゾ・グレイシー道場に通う際にバイク事故を起こして亡くなったと当初は報じられていたが、後に以下の事実が報じられた。
2000年10月、19歳になったハクソンは両親の下を離れてプロモデルとして自立することを決意し、ガールフレンドとともにニューヨークへ渡った。最初のうちは連絡があったものの、数週間すると連絡が途絶え2001年1月末頃に不安に思ったヒクソンが親戚であり、ニューヨークで道場を経営するヘンゾにハクソンの捜索を頼んだ。
ヘンゾは警察や病院でハクソンの手がかりを探すことにし、警察のファイルから “The Best Father of the World: Rickson Gracie（世界最高の父、ヒクソングレイシー）”というタトゥーを腕にした身元不明の遺体をハクソンであると断定した。資料ではハクソンは12月にマンハッタンのプロヴィンスホテルで死亡。遺体からはアルコールとドラッグが検出されたという。
遺体は埋葬されていた墓地からハクソンが大好きだったマリブビーチに遺灰としてまかれた。「将来自分を倒すのは息子だろう」とまで語っていたヒクソンはこれにひどく落ち込み、予定していた桜庭和志との試合をキャンセルした。以後、3年の間トレーニングを行えず、表立った活動を暫く控えていた。ヒクソンは『ヒクソン・グレイシー自伝』で、無理すれば桜庭戦は実現できたがそれより家族をまとめ直して彼らの心を癒すことが大切だと思ったためキャンセルを決断したと語っている